# Alois Kopecký
Alois Kopecký (15. června 1920 Rakovník – 18. dubna 2013) byl český pediatr, zakladatel české dětské diabetologie a endokrinologie.

## Život
Alois Kopecký zahájil studia medicíny v roce 1939. Po dvou měsících však následovalo uzavření českých vysokých škol, začal tedy pracovat jako železniční dělník, hlídač skladiště nebo později úředník. Promoval tak až deset let od zahájení studia, v roce 1949. V den promoce se oženil.
Dva roky pak pracoval v nymburské a kolínské nemocnici. Poté přešel do Prahy na II. dětskou kliniku, kde se již začal zaměřovat na dětskou endokrinologii a diabetologii. Oživil tradici dětských diabetických táborů. V roce 1973 se stal docentem. Absolvoval stáže na klinikách v Německu, Francii a Rumunsku.
V roce 1985 odjel i s manželkou do Libye. Dva a půl roku zde pracoval jako primář dětského oddělení v Sabratě a vedl tým odborníků dvanácti různých národností. Již tehdy ovládal francouzštinu, němčinu, angličtinu, ruštinu a latinu, v Libyi se naučil arabsky.
Počátkem 90. let si otevřel soukromou praxi dětské endokrinologie. Čtyři roky byl starostou v obci Zbuzany v okrese Praha-západ.

## Ocenění
- Brdlíkova cena za celoživotní přínos v oblasti péče o dítě

## Dílo
Napsal téměř sto původních vědeckých prací a byl spoluautorem dvou monografií a řady vysokoškolských učebnic:
- Cukrovka dětí a mladistvých (1986) – první česká kniha pro diabetické děti
- Dějiny cukrovky (2000)